# Scoot McNairy
John Marcus "Scoot" McNairy (nascido em 11 de novembro de 1977), é um ator e produtor americano conhecido por seus papéis em filmes como Monsters, Argo, Killing Them Softly, 12 Years a Slave, Frank, Gone Girl, Batman v Superman: Dawn of Justice e Era Uma Vez em Hollywood. Na televisão, ele estrelou o drama da AMC Halt and Catch Fire, True Detective, Narcos: Mexico, e a minissérie ocidental da Netflix Godless .

## Início de vida
McNairy nasceu em Dallas, Texas, filha de Alicia Ann McNairy (nascida Merchant) e Stewart Hall McNairy. Além de uma casa em Dallas, a família possuía um rancho na zona rural de Paris, Texas, onde ficava nos fins de semana e feriados. Quando criança, ele fazia teatro em programas depois da escola. Seu pai começou a chamá-lo de Scooter quando ele tinha cerca de dois anos de idade. "Muitas pessoas são como, oh, deve ser uma história incrível. Mas é porque eu costumava andar de um lado para o outro", diz McNairy.
McNairy afirmou que ele é "altamente disléxico" e que ele teve que "frequentar a escola de dislexia por quatro anos". Ele se descreve como um aprendiz visual e foi atraído por filmes por esse motivo.

## Carreira

### Ator
McNairy mudou-se para Austin, Texas, quando tinha 18 anos para cursar a Universidade do Texas em Austin. Ele apareceu em Wrong Numbers (2001), escrito e dirigido por Alex Holdridge. O filme ganhou o Prêmio do Público no Festival de Cinema de Austin. Holdridge foi contratado para refazer Wrong Numbers em um filme de estúdio, o que nunca aconteceu.
Interessado em cinematografia e fotografia, McNairy mudou-se para Los Angeles para ir à escola de cinema. Ele participou por um ano, desistiu e começou a trabalhar na produção de filmes, fazendo carpintaria e construindo cenários de filmes. Depois, trabalhou como extra, até encontrar trabalho constante em mais de 200 comerciais de TV. Ele acabou recebendo propostas para atuar em longas-metragens, uma carreira que ele segue desde 2001.
Durante o início dos anos 2000, McNairy retratou jovens vibrantes e individualistas com um ar rebelde. Ele teve pequenas partes em filmes, incluindo Wonderland (2003), Herbie: Fully Loaded (2005) e Art School Confidential (2006).
Em 2010, McNairy trabalhou em The Listening Party como Ferret e Everything Will Happen Before You Die como Matt. Em 2010, também participou do filme de invasão alienígena Monsters, de Gareth Edwards , no qual apresentou um diálogo amplamente improvisado e foi filmado no México, Guatemala, Costa Rica e Texas.
Em 2011, McNairy interpretou Frankie no filme do diretor Andrew Dominik, Killing Them Softly (2012), ao lado de Brad Pitt. O filme é baseado no romance Cogan's Trade, de 1974, do escritor George V. Higgins, re-imaginado para ocorrer durante as eleições de 2008.
A atuação o levou a uma série de papéis de destaque, incluindo Argo, de Ben Affleck (2012),
Terra Prometida, de Gus Van Sant (2012) e Touchy Feely, de Lynn Shelton (2013), ao lado de Rosemarie DeWitt, que também conta com Elliot Page, Josh Pais e Allison Janney. Por seu papel como Joe Stafford em Argo, ele estudou a língua persa, que utilizou em seu monólogo final no filme.
Em 2013, ele apareceu em 12 Years a Slave, de Steve McQueen, que novamente incluía Pitt. McNairy filmou seu segundo filme com Michael Fassbender, Frank, de Leonard Abrahamson, e co-estrelou em Non-Stop (2014) de Jaume Collet-Serra (2014), ao lado de Liam Neeson e Julianne Moore.
Ele aparece em The Rover (2014), de David Michod, ao lado de Robert Pattinson e Guy Pearce. McNairy estrelou como um engenheiro de computação e pioneiro da Internet, Gordon Clark, no drama da AMC Network Halt and Catch Fire, sobre o negócio de computadores pessoais nas décadas de 1980 e 1990. A série durou quatro temporadas, de 2013 a 2017, com elogios da crítica. Por coincidência, a esposa de seu personagem em Halt and Catch Fire é interpretada pela atriz Kerry Bishé, que também interpretou sua esposa em Argo.
McNairy interpretou Wallace Keefe em Batman v Superman: Dawn of Justice (2016). Em setembro de 2016, McNairy foi anunciado como um membro do elenco na terceira temporada de Fargo. Em 2017, McNairy interpretou o chefe do crime Novak no drama criminal Sleepless e co-estrelou a minissérie ocidental da Netflix, Godless, como o xerife míope Bill McNue.
Em 2018, McNairy narra e interpreta o agente da DEA Walt em Narcos: México, a série que dá sequência a Narcos.

### Produtor
Ele trabalhou como produtor em In Search of a Midnight Kiss de 2007, no qual também estrelou e é conhecido como seu filme de estreia.
Ele trabalhou em vários outros projetos como ator e produtor, incluindo A Night in the Woods, de 2012; e Angry White Man, Dragon Day e The Off Hours, todos lançados em 2011.

### Outros trabalhos
Em 2002, McNairy apareceu no videoclipe de "A Movie Script Ending", da banda Death Cab for Cutie.
Em 2006, McNairy apareceu no videoclipe de " Fidelity", de Regina Spektor, dirigido por Marc Webb, amigo de McNairy.
Em 2009, McNairy apareceu no Bookshort para "Jpod", de Douglas Coupland, incorretamente atribuído como "Scoot McNally".

## Vida pessoal
McNairy casou-se com a atriz Whitney Able em 2010. Eles começaram a namorar em Los Angeles cerca de seis meses antes de co-estrelar em Monsters. Eles têm dois filhos. Em 19 de novembro de 2019, Able anunciou que o casal se divorciara.

## Filmografia

### Cinema
| Ano  | Título                                | Papel                       | Notas          |
| ---- | ------------------------------------- | --------------------------- | -------------- |
| 2001 | Wrong Numbers                         | Russell                     |                |
| 2002 | Plugged In                            |                             | Curta-metragem |
| 2003 | Sexless                               | Ryan                        |                |
| 2003 | Wonderland                            | Jack                        |                |
| 2003 | Silenced                              | Friend 1                    | Curta-metragem |
| 2004 | D.E.B.S.                              | Stoner                      |                |
| 2004 | White Men in Seminole Flats           | Dale                        | Curta-metragem |
| 2004 | Sleepover                             | DJ no Club                  |                |
| 2005 | Herbie: Fully Loaded                  | Augie                       |                |
| 2006 | Marcus                                | Charles                     |                |
| 2006 | Art School Confidential               | Army-Jacket                 |                |
| 2006 | Bobby                                 | Beatnik                     |                |
| 2006 | The Shadow Effect                     | Harold Grey                 | Curta-metragem |
| 2006 | Mr. Fix It                            | Dan                         |                |
| 2007 | In Search of a Midnight Kiss          | Wilson                      | Produtor       |
| 2007 | Blind Man                             | Sparky Collins              |                |
| 2008 | Wednesday Again                       | Peter                       |                |
| 2009 | Shipping and Receiving                | Steve Porter                | Curta-metragem |
| 2009 | Cop Out                               | Mike Singbush               | Curta-metragem |
| 2009 | The Resurrection of Officer Rollins   | Shooter                     | Curta-metragem |
| 2009 | Mr. Sadman                            | Stevie                      |                |
| 2010 | Wreckage                              | Frank Jeffries              |                |
| 2010 | Everything Will Happen Before You Die | Matt                        |                |
| 2010 | Monsters                              | Andrew Kaulder              |                |
| 2010 | Wes and Ella                          | Wes                         |                |
| 2011 | Amor Fati                             | Teddy                       | Curta-metragem |
| 2011 | The Off Hours                         | Corey                       |                |
| 2011 | A Night in the Woods                  | Brody Cartwright            |                |
| 2011 | Angry White Man                       | Walt                        |                |
| 2012 | Killing Them Softly                   | Frankie                     |                |
| 2012 | Argo                                  | Joe Stafford                |                |
| 2012 | Terra Prometida                       | Jeff Dennon                 |                |
| 2013 | Touchy Feely                          | Jesse                       |                |
| 2013 | Dragon Day                            | Phil                        |                |
| 2013 | 12 Years a Slave                      | Brown                       |                |
| 2014 | Non-Stop                              | Tom Bowen                   |                |
| 2014 | Marvel One-Shot: All Hail the King    | Jackson Norriss             | Curta-metragem |
| 2014 | The Rover                             | Henry                       |                |
| 2014 | Frank                                 | Don                         |                |
| 2014 | Gone Girl                             | Tommy                       |                |
| 2014 | Black Sea                             | Daniels                     |                |
| 2015 | Our Brand Is Crisis                   | Rich                        |                |
| 2016 | Batman v Superman: Dawn of Justice    | Wallace Keefe               |                |
| 2017 | Sleepless                             | Rob Novak                   |                |
| 2017 | Aftermath                             | Jacob "Jake" Bonanos        |                |
| 2017 | War Machine                           | Sean Cullen                 |                |
| 2018 | The Legacy of a Whitetail Deer Hunter | Greg                        |                |
| 2018 | Destroyer                             | Ethan                       |                |
| 2019 | Once Upon a Time in Hollywood         | Business Bob Gilbert        |                |
| 2019 | The Parts You Lose                    | Ronnie                      |                |
| 2020 | A Quiet Place Part II                 |                             |                |
| 2021 | C'mon C'mon                           | Paul                        |                |
| 2022 | Blonde                                | Tom Ewell / Richard Sherman |                |
| 2022 | Lyle, Lyle, Crocodile                 | Sr. Primm                   |                |
| 2024 | Nightbitch                            | Marido                      |                |

### Televisão
| Ano       | Título                         | Papel                         | Notas                                                                                     |
| --------- | ------------------------------ | ----------------------------- | ----------------------------------------------------------------------------------------- |
| 2004      | Good Girls Don't...            | Henry                         | Episódio: "My Best Friend Is a Big Fat Slut"                                              |
| 2005      | Six Feet Under                 | Trevor                        | Episódio: "All Alone"                                                                     |
| 2005      | Close to Home                  | T.J.                          | Episódio: "Meth Murders"                                                                  |
| 2006      | More, Patience                 | Jake                          | Telefilme                                                                                 |
| 2006      | Murder 101                     | Panache                       | Telefilme                                                                                 |
| 2006      | Jake in Progress               | Dean Thomas Stilton           | Episódios: "Eyebrow Girl vs. Smirk Face" "The Hot One"                                    |
| 2007      | How I Met Your Mother          | Fast Food Worker              | Episódio: "Something Blue"                                                                |
| 2007–2011 | Bones                          | Noel Liftin                   | Episódios: "The Secret in the Soil" "The Man in the Outhouse" "The Daredevil in the Mold" |
| 2008      | Murder 101: New Age            | Panache                       | Telefilme                                                                                 |
| 2008      | The Shield                     | Doug Obermyer                 | Episódio: "Snitch"                                                                        |
| 2008      | My Name Is Earl                | Bed Bug                       | Episódio: "Quit Your Snitchin'"                                                           |
| 2008      | Eleventh Hour                  | Rudy Callistro                | Episódio: "Surge"                                                                         |
| 2009      | CSI: Crime Scene Investigation | Vitas Long                    | Episódio: "Lover's Lanes"                                                                 |
| 2011      | The Whole Truth                | Larry Thompson                | Episódio: "Lost in Translation"                                                           |
| 2013–2015 | Axe Cop                        | Scoot / Sun Thief (voz)       | 3 episódios                                                                               |
| 2014–2017 | Halt and Catch Fire            | Gordon Clark                  | Papel principal; 40 episódios                                                             |
| 2017      | Fargo                          | Maurice LeFay                 | 2 episódios                                                                               |
| 2017      | Godless                        | Bill McNue                    | Minissérie; 7 episódios                                                                   |
| 2018–2021 | Narcos: México                 | Agent Walt Breslin / Narrator | 10 episódios                                                                              |
| 2019      | True Detective                 | Tom Purcell                   | 3ª temporada                                                                              |
| 2020      | Love Life                      | Bradley Field                 | Papel recorrente                                                                          |
| 2020      | The Comey Rule                 | Rod Rosenstein                | Minissérie                                                                                |

| Ano  | Título                       | Notas          |
| ---- | ---------------------------- | -------------- |
| 2007 | In Search of a Midnight Kiss |                |
| 2012 | Please, Alfonso              | Curta-metragem |
| 2013 | Straight A's                 |                |
| 2014 | Frank and Cindy              |                |